# Shahrestān-e Reẕvānshahr
Shahrestān-e Reẕvānshahr (persiska: شهرستان رضوانشهر, رضوانشهر) är en delprovins (shahrestan) i Iran.   Den ligger i provinsen Gilan, i den nordvästra delen av landet, 300 km nordväst om huvudstaden Teheran.
Delprovinsen hade 69 865 invånare 2016.